# Драйска, Имантс
Имантс Карлович Драйска (9 сентября 1926, Сигулда — 1 октября 1996), латвийский, ранее советский, шахматный композитор; мастер спорта СССР по шахматной композиции (1961). Инженер-технолог. С 1948 опубликовал 110 задач, преимущественно двухходовки; отличиями отмечены 60, призами — 32, в том числе 14 — первыми. Участник чемпионатов СССР и многих конкурсов; 3-кратный победитель первенств Латвийской ССР по двух- и трёхходовкам.